# Remies
Remies est une commune française située dans le département de l'Aisne, en région Hauts-de-France.

## Géographie
- 1Carte dynamique
- 2Carte OpenStreetMap
- 3Carte topographique
- 4Carte avec les communes environnantes

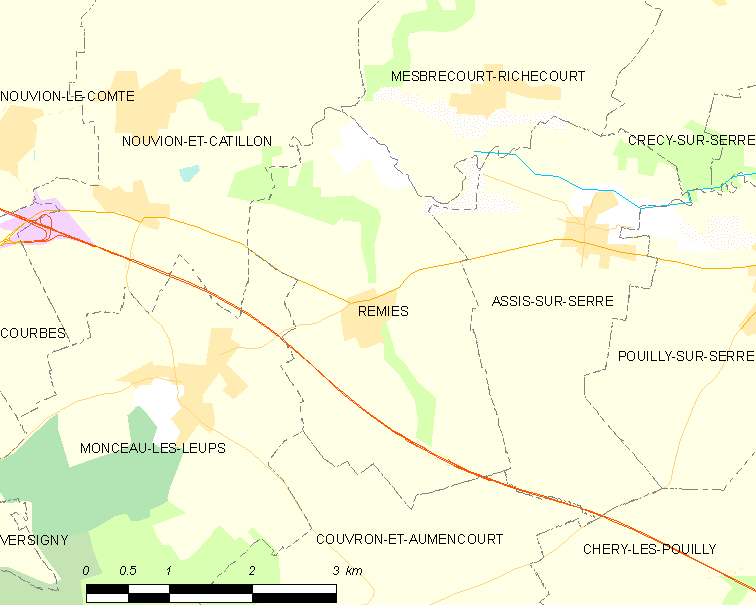
Remies et les communes environnantes. L'autoroute A26 (en rouge) passe au sud du village.

Village situé dans le nord de l'Aisne. La Serre passe en limite du territoire communal, au nord. Ses villages voisins sont Assis-sur-Serre, Couvron-et-Aumencourt, Monceau-lès-Leups, Pont-à-Bucy (commune de Nouvion-et-Catillon) et Mesbrecourt-Richecourt. Aucune route ne relie Remies à Mesbrecourt, la Serre séparant ces deux communes.

### Localisation

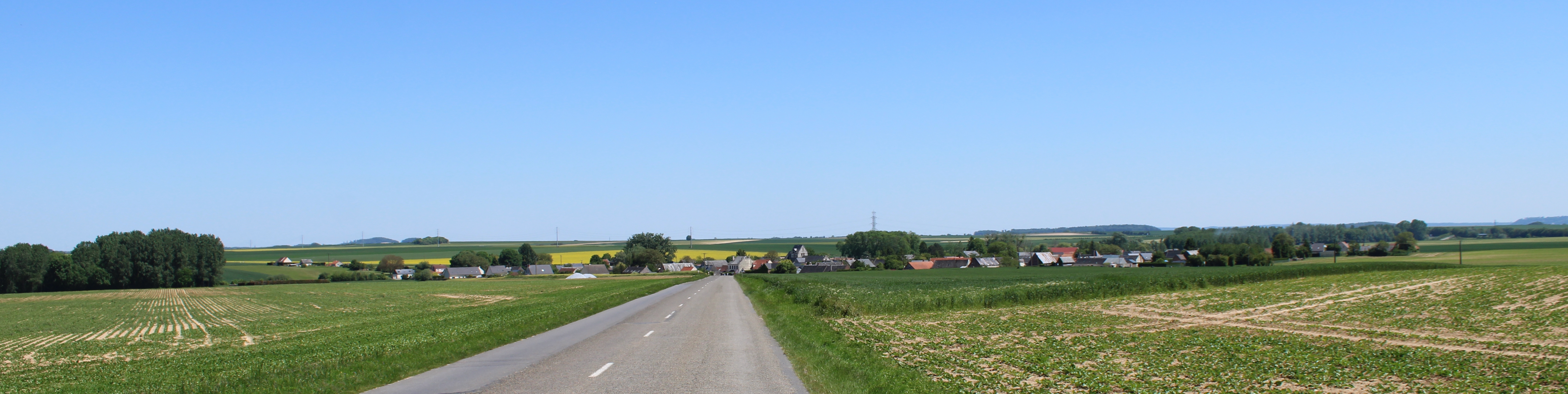
Panorama du village depuis la route de La Fère.

### Hydrographie
La commune est située dans le bassin Seine-Normandie. Elle est drainée par la Serre, le Broyon et le cours d'eau 01 de la Cailleuse,,.
La Serre, d'une longueur de 96 km, prend sa source dans la commune de La Férée, à 265 m d'altitude, et se jette  dans l'Oise (rive gauche) à Danizy, à 52 m d'altitude, après avoir traversé 39 communes. Les caractéristiques hydrologiques du la Serre sont données par la station hydrologique située sur la commune de Nouvion-et-Catillon. Le débit moyen mensuel est de 13,2 m3/s. Le débit moyen journalier maximum est de 88,3 m3/s, atteint lors de la crue du 23 décembre 1993. Le débit instantané maximal est quant à lui de 96,4 m3/s, atteint le même jour.

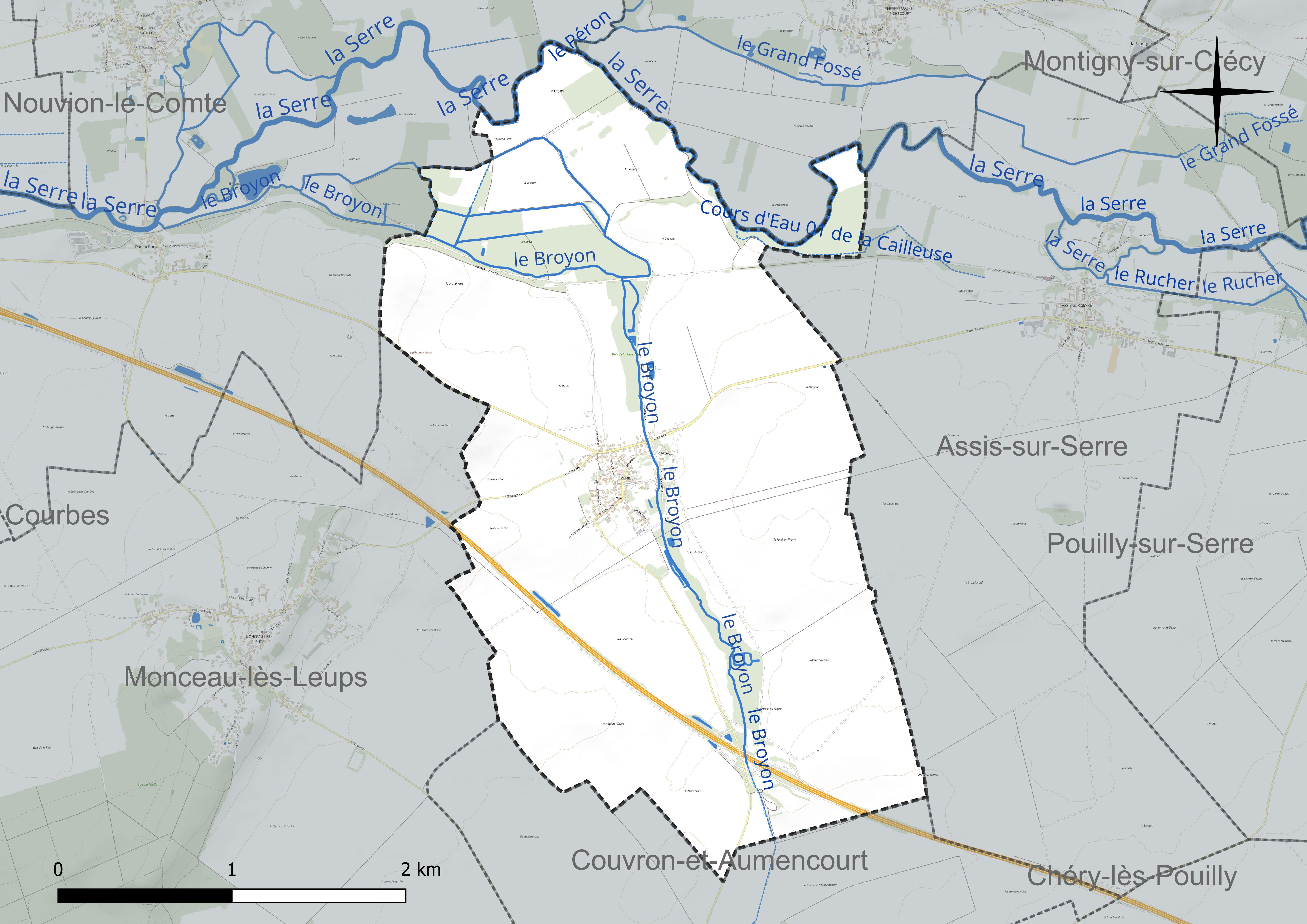
Réseau hydrographique de Remies.

### Climat
Pour des articles plus généraux, voir Climat des Hauts-de-France et Climat de l'Aisne.
En 2010, le climat de la commune est de type climat océanique dégradé des plaines du Centre et du Nord, selon une étude du CNRS s'appuyant sur une série de données couvrant la période 1971-2000. En 2020, Météo-France publie une typologie des climats de la France métropolitaine dans laquelle la commune est exposée à un climat océanique altéré et est dans la région climatique Nord-est du bassin Parisien, caractérisée par un ensoleillement médiocre, une pluviométrie moyenne régulièrement répartie au cours de l'année et un hiver froid (3 °C).
Pour la période 1971-2000, la température annuelle moyenne est de 10,4 °C, avec une amplitude thermique annuelle de 15,2 °C. Le cumul annuel moyen de précipitations est de 721 mm, avec 11,4 jours de précipitations en janvier et 8,9 jours en juillet. Pour la période 1991-2020, la température moyenne annuelle observée sur la station météorologique la plus proche, située sur la commune d'Aulnois-sous-Laon à 10 km à vol d'oiseau, est de 11,0 °C et le cumul annuel moyen de précipitations est de 685,6 mm,. Pour l'avenir, les paramètres climatiques de la commune estimés pour 2050 selon différents scénarios d'émission de gaz à effet de serre sont consultables sur un site dédié publié par Météo-France en novembre 2022.

## Urbanisme

### Typologie
Au 1er janvier 2024, Remies est catégorisée commune rurale à habitat dispersé, selon la nouvelle grille communale de densité à 7 niveaux définie par l'Insee en 2022.
Elle est située hors unité urbaine. Par ailleurs la commune fait partie de l'aire d'attraction de Laon, dont elle est une commune de la couronne,. Cette aire, qui regroupe 106 communes, est catégorisée dans les aires de 50 000 à moins de 200 000 habitants,.

### Occupation des sols
L'occupation des sols de la commune, telle qu'elle ressort de la base de données européenne d'occupation biophysique des sols Corine Land Cover (CLC), est marquée par l'importance des territoires agricoles (87,2 % en 2018), une proportion identique à celle de 1990 (87,2 %). La répartition détaillée en 2018 est la suivante : 
terres arables (81,2 %), forêts (9,1 %), prairies (4,2 %), zones urbanisées (3,7 %), zones agricoles hétérogènes (1,9 %).
L'évolution de l'occupation des sols de la commune et de ses infrastructures peut être observée sur les différentes représentations cartographiques du territoire : la carte de Cassini (XVIIIe siècle), la carte d'état-major (1820-1866) et les cartes ou photos aériennes de l'IGN pour la période actuelle (1950 à aujourd'hui).

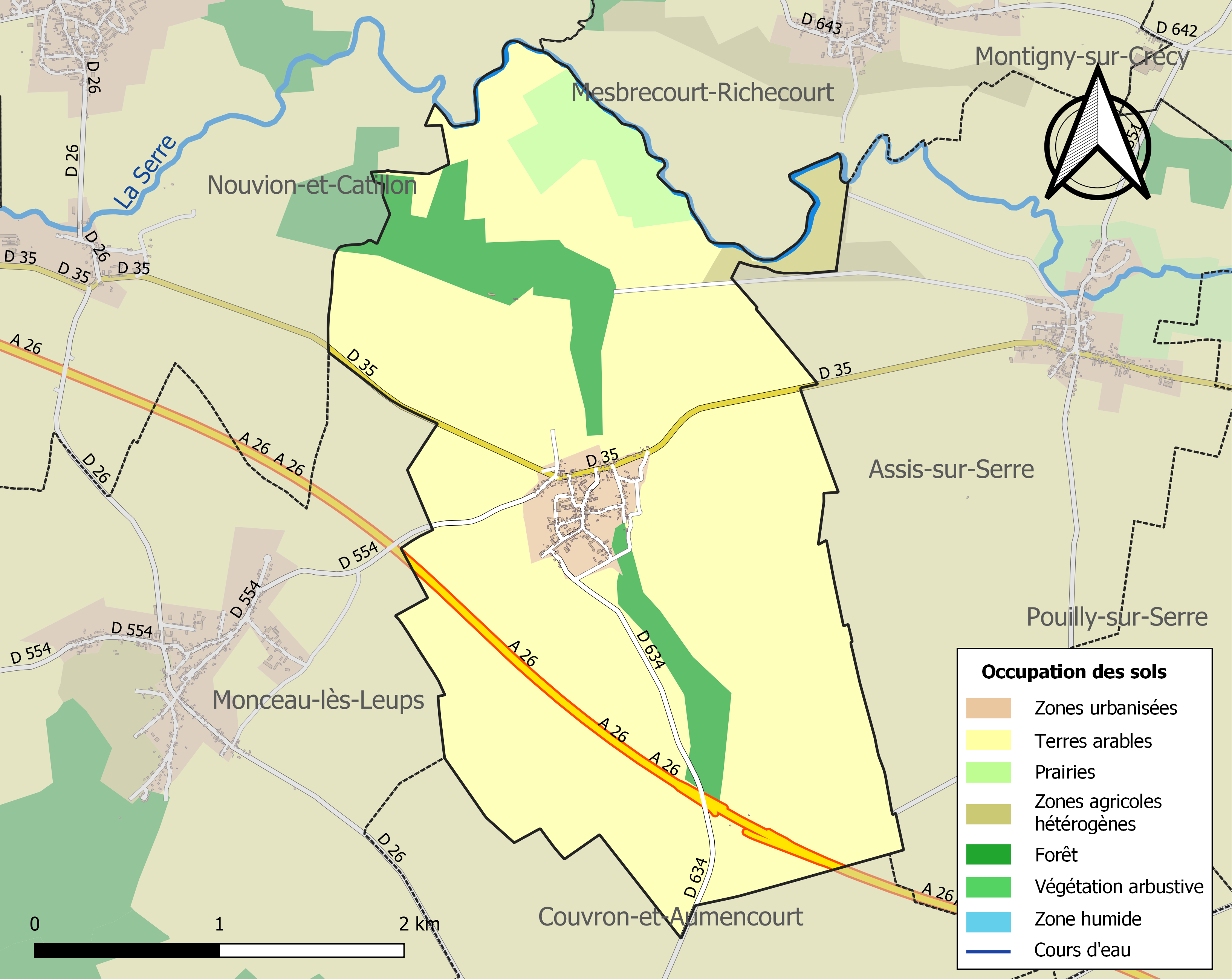
Carte de l'occupation des sols de la commune en 2018 (CLC).

## Toponymie
Le nom de la localité est attesté sous les formes Remeie (1121) ; Villa que dicitur Remiis (1167) ; Remyez (1340) ; Remyes (1342) ; Remy (1462) ; Remyez (1486) ; Remye (1517) ; Paroisse de Remye-et-Aumencourt (1695).

## Histoire
Le village est très ancien :
- une maison date du XVIe siècle ;
- une autre du XVIIe siècle ;
- une dernière du XVIIIe siècle.

L'église Saint-Brice fait partie des églises fortifiées de Thiérache. La partie la plus ancienne date vraisemblablement du XIIIe siècle, l'abside du seizième. L'édifice a subi une profonde restauration en 1885, date figurant sur le clocher.

### Occupation allemande

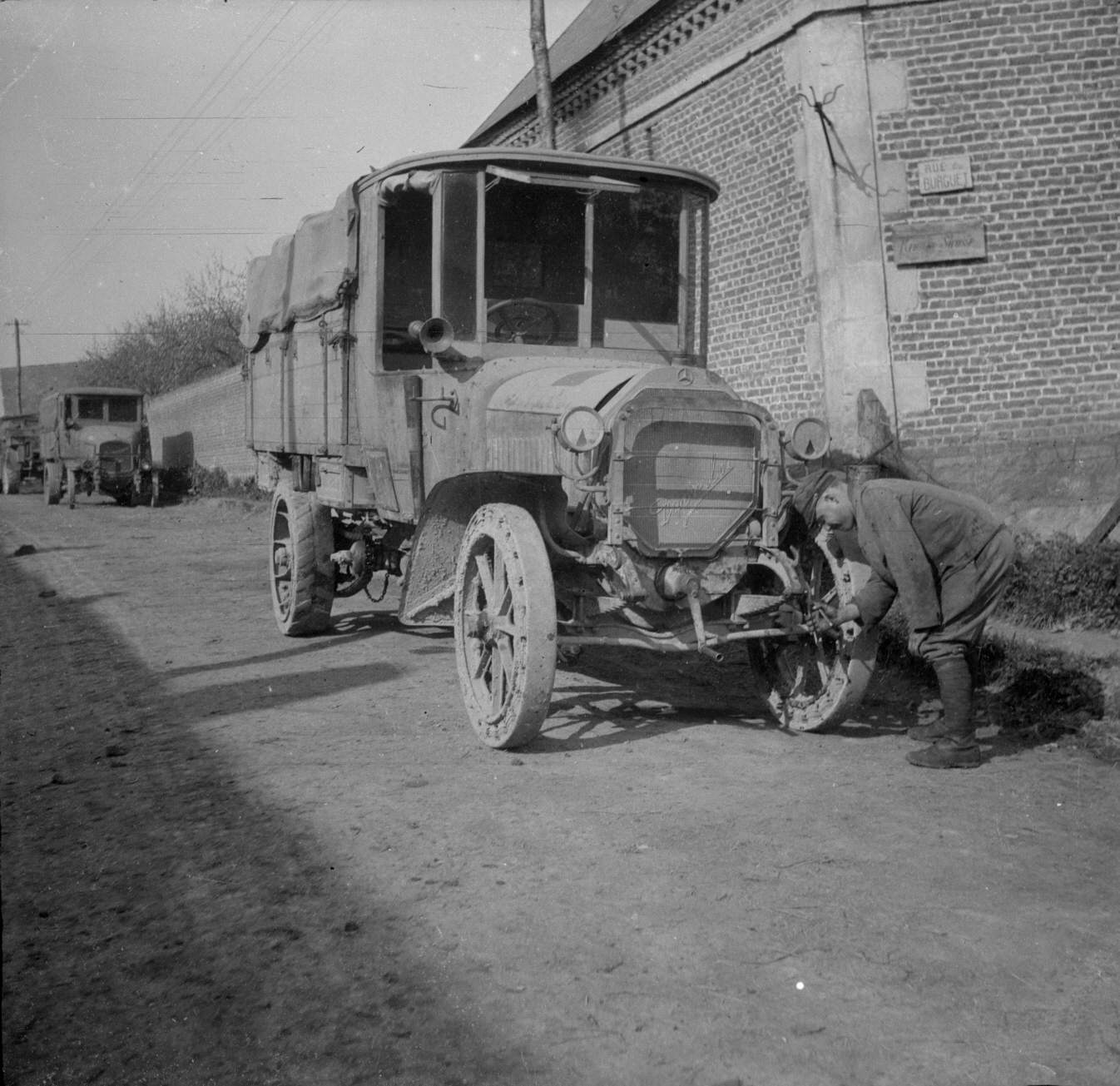
Un convoi militaire allemand à Remies vers la fin de la Première Guerre mondiale, à l'intersection de la rue de Couvron et de la rue du Burguet.

Remies fut sous occupation allemande de 1914 à 1918 (à l'est de la ligne de front) lors de la Première Guerre mondiale, puis de 1940 à 1944 lors de la Seconde Guerre mondiale.

### Passé ferroviaire du village
| Remies |

De 1878 à 1959, Remies a été traversée par la ligne de chemin de fer Dercy-Mortiers à Versigny, qui, venant d'Assis-sur-Serre, passait au  nord du village  et se dirigeait vers Pont-à-Bucy.
 
Cette ligne servait aux transports de passagers, de marchandises, de betteraves sucrières, de pierre à chaux.
À partir de 1950, avec l'amélioration des routes et le développement du transport automobile, le trafic ferroviaire a périclité et la ligne a été fermée en 1959. Les rails ont été retirés. De l'ancienne gare qui se trouvait au nord du village, il ne reste aucune trace. Sa présence est rappelée par la Rue de la gare.

## Politique et administration

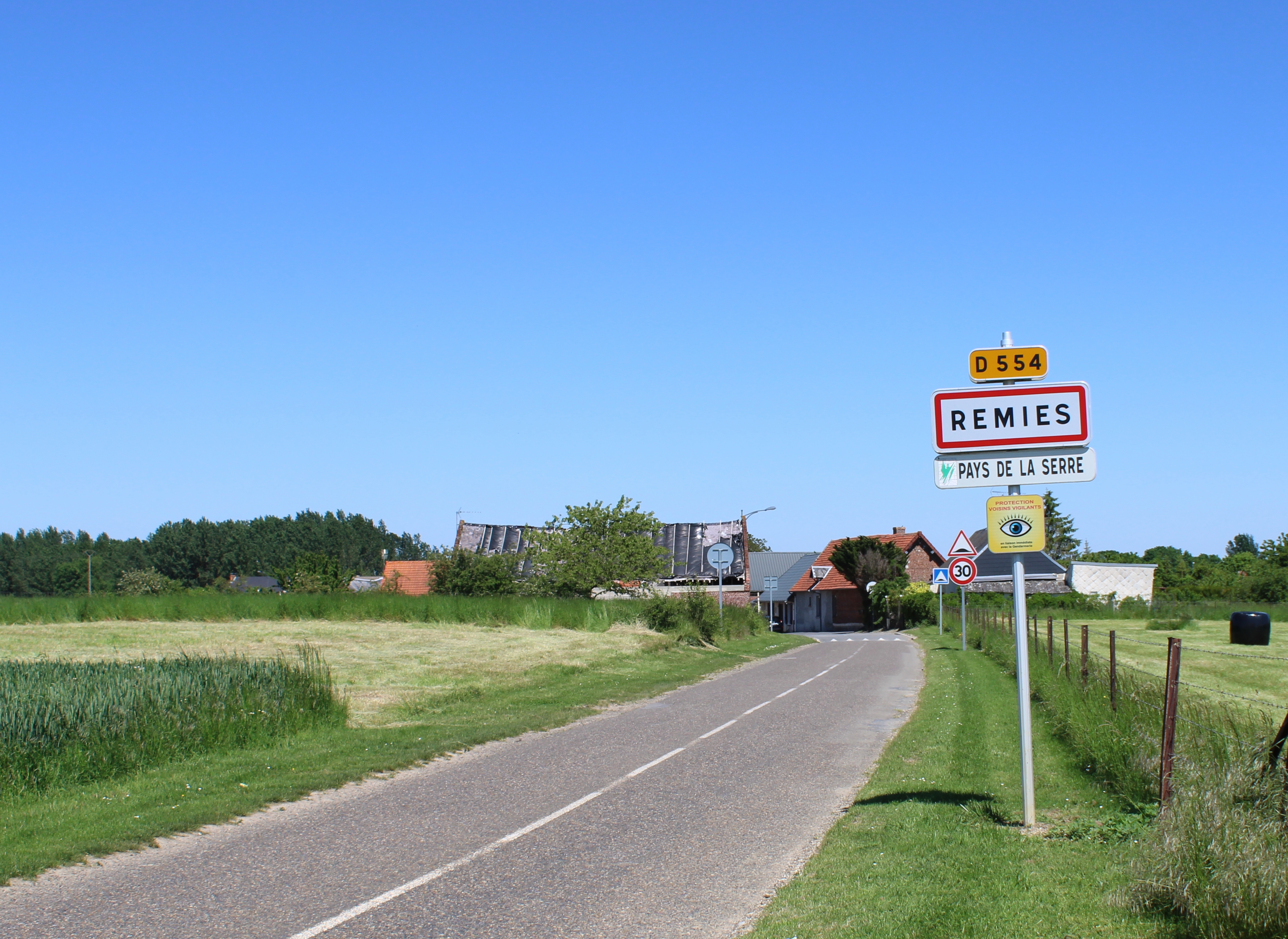
Entrée du village, par la route venant de Couvron.

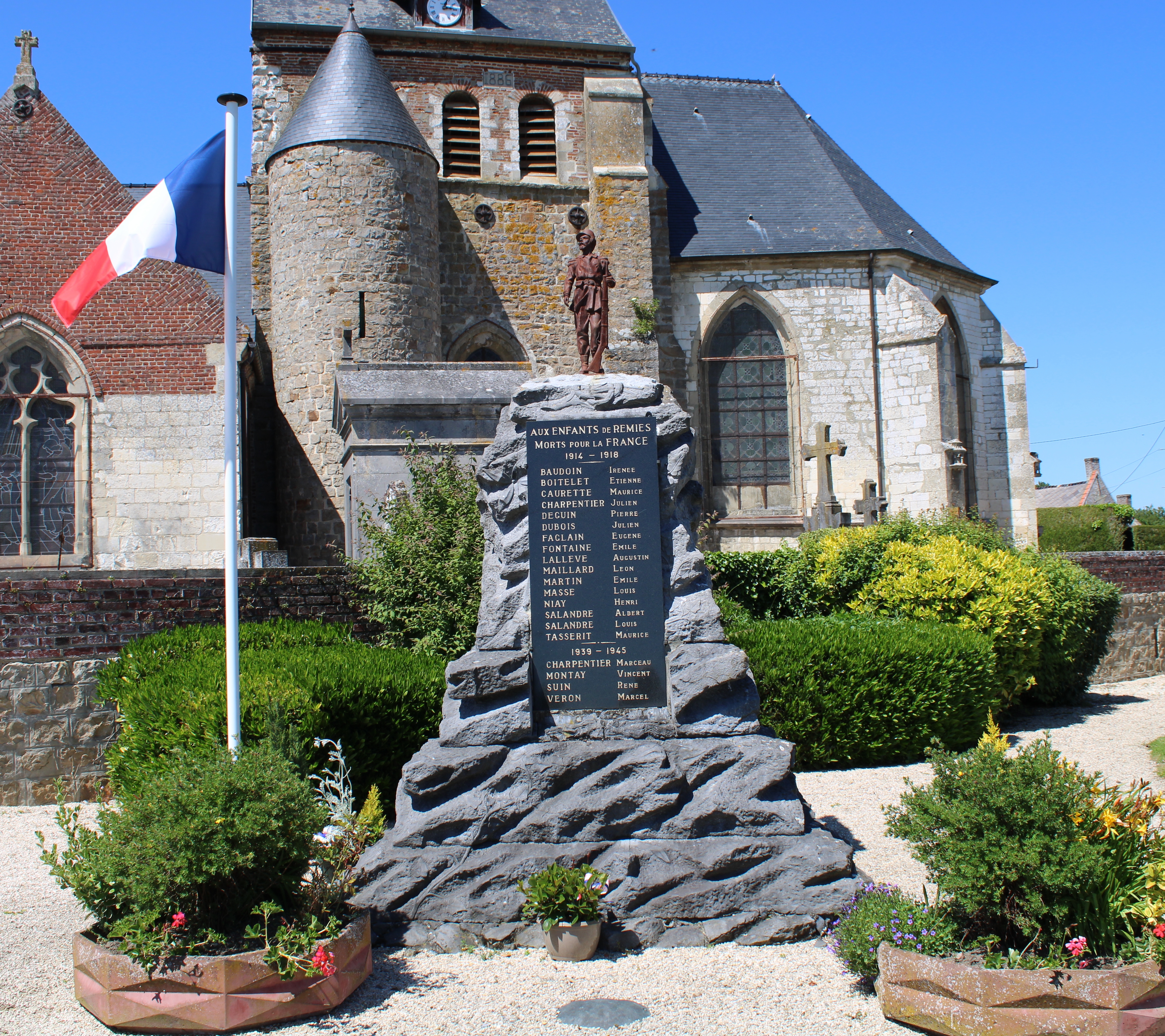
Le monument aux morts.

### Découpage territorial
La commune de Remies est membre de la communauté de communes du Pays de la Serre, un établissement public de coopération intercommunale (EPCI) à fiscalité propre créé le 17 décembre 1992 dont le siège est à Crécy-sur-Serre. Ce dernier est par ailleurs membre d'autres groupements intercommunaux.
Sur le plan administratif, elle est rattachée à l'arrondissement de Laon, au département de l'Aisne et à la région Hauts-de-France. Sur le plan électoral, elle dépend du  canton de Marle pour l'élection des conseillers départementaux, depuis le redécoupage cantonal de 2014 entré en vigueur en 2015, et de la première circonscription de l'Aisne  pour les élections législatives, depuis le dernier découpage électoral de 2010.

### Administration municipale
| Période                                  | Période                   | Identité         | Étiquette | Qualité                                                  |
| ---------------------------------------- | ------------------------- | ---------------- | --------- | -------------------------------------------------------- |
| Les données manquantes sont à compléter. |                           |                  |           |                                                          |
| ?                                        | ?                         | Edouard Batillot |           | Exploitant agricole                                      |
| ?                                        | mars 1965                 | Lucien Batillot  |           | Exploitant agricole                                      |
| mars 1965                                | mars 2001                 | Étienne Nuttens  |           | Exploitant agricole                                      |
| mars 2001                                | En cours (au 23 mai 2020) | Bernard Collet   | DVD       | Représentant de commerce Réélu pour le mandat 2020-2026, |

## Démographie
L'évolution du nombre d'habitants est connue à travers les recensements de la population effectués dans la commune depuis 1793. Pour les communes de moins de 10 000 habitants, une enquête de recensement portant sur toute la population est réalisée tous les cinq ans, les populations de référence des années intermédiaires étant quant à elles estimées par interpolation ou extrapolation. Pour la commune, le premier recensement exhaustif entrant dans le cadre du nouveau dispositif a été réalisé en 2007.

En 2022, la commune comptait 240 habitants, en évolution de +2,56 % par rapport à 2016 (Aisne : −1,97 %, France hors Mayotte : +2,11 %).
| 1793 | 1800 | 1806 | 1821 | 1831 | 1836 | 1841 | 1846 | 1851 |
| ---- | ---- | ---- | ---- | ---- | ---- | ---- | ---- | ---- |
| 384  | 483  | 498  | 494  | 584  | 567  | 557  | 567  | 572  |

| 1856 | 1861 | 1866 | 1872 | 1876 | 1881 | 1886 | 1891 | 1896 |
| ---- | ---- | ---- | ---- | ---- | ---- | ---- | ---- | ---- |
| 554  | 514  | 505  | 490  | 464  | 485  | 507  | 470  | 440  |

| 1901 | 1906 | 1911 | 1921 | 1926 | 1931 | 1936 | 1946 | 1954 |
| ---- | ---- | ---- | ---- | ---- | ---- | ---- | ---- | ---- |
| 429  | 404  | 353  | 330  | 316  | 286  | 311  | 299  | 329  |

| 1962 | 1968 | 1975 | 1982 | 1990 | 1999 | 2006 | 2007 | 2012 |
| ---- | ---- | ---- | ---- | ---- | ---- | ---- | ---- | ---- |
| 289  | 272  | 245  | 243  | 220  | 230  | 239  | 240  | 238  |

| 2017 | 2022 | - | - | - | - | - | - | - |
| ---- | ---- | - | - | - | - | - | - | - |
| 235  | 240  | - | - | - | - | - | - | - |

## Lieux et monuments

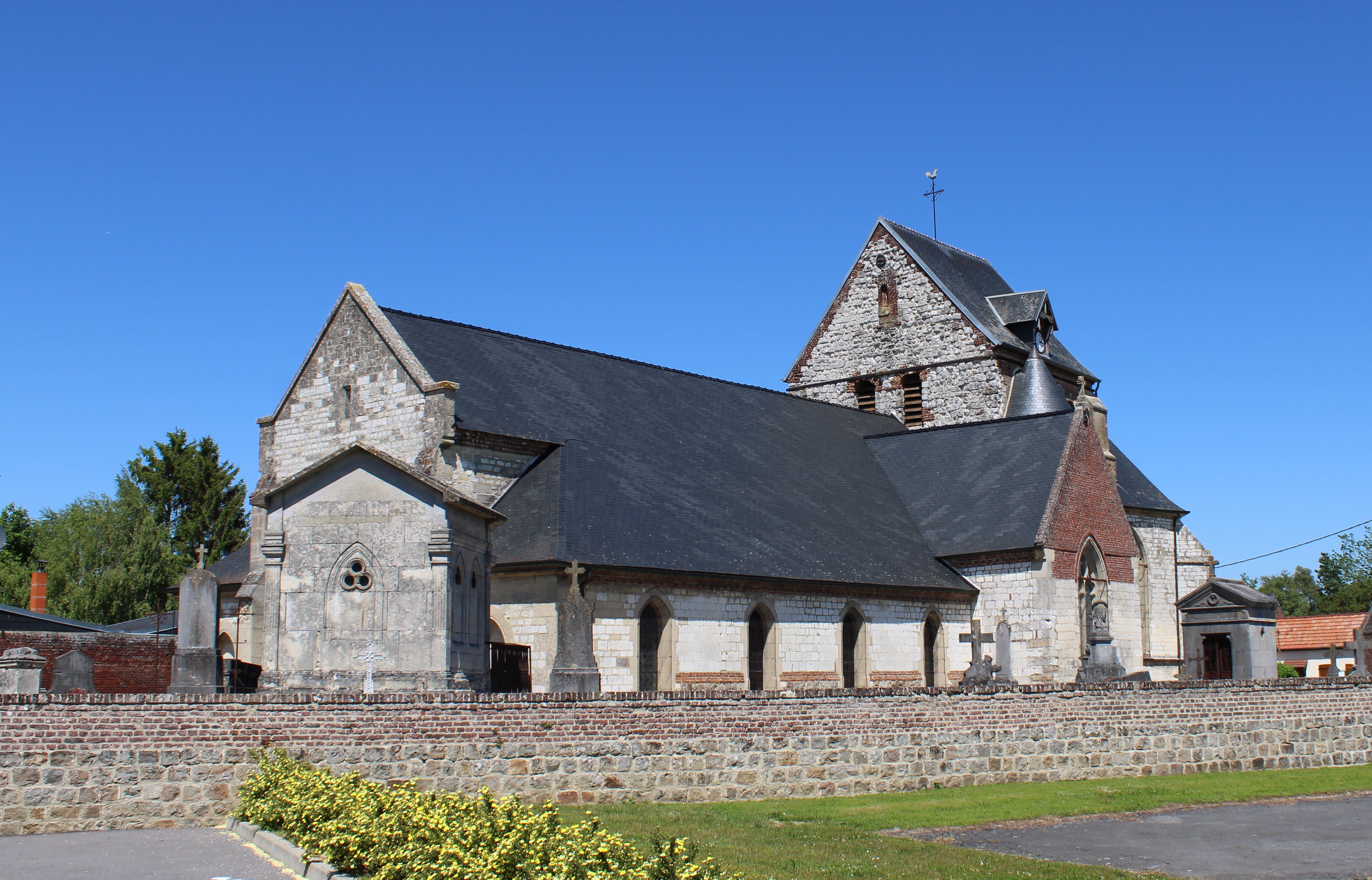
L'église fortifiée de Remies.

- Chapelle de la Sainte-Vierge-Protectrice de Remies ;
- Mairie ;
- Salle du foyer rural ;
- Ancien presbytère.
- L'oratoire de Remies et d'Assis-sur-Serre

Cet oratoire, édifié après la guerre 39-45, situé en pleine campagne entre les communes de Remies et d'Assis-sur-Serre, est en 2021 à l'abandon et ouvert aux quatre vents. À l'intérieur est écrit : Les paroissiens de Remies et d'Assis-sur-Serre reconnaissants envers la Ste-Vierge de la protection spéciale qu'elle leur a accordée pendant la guerre 1939-1945 lui ont édifié cet oratoire.

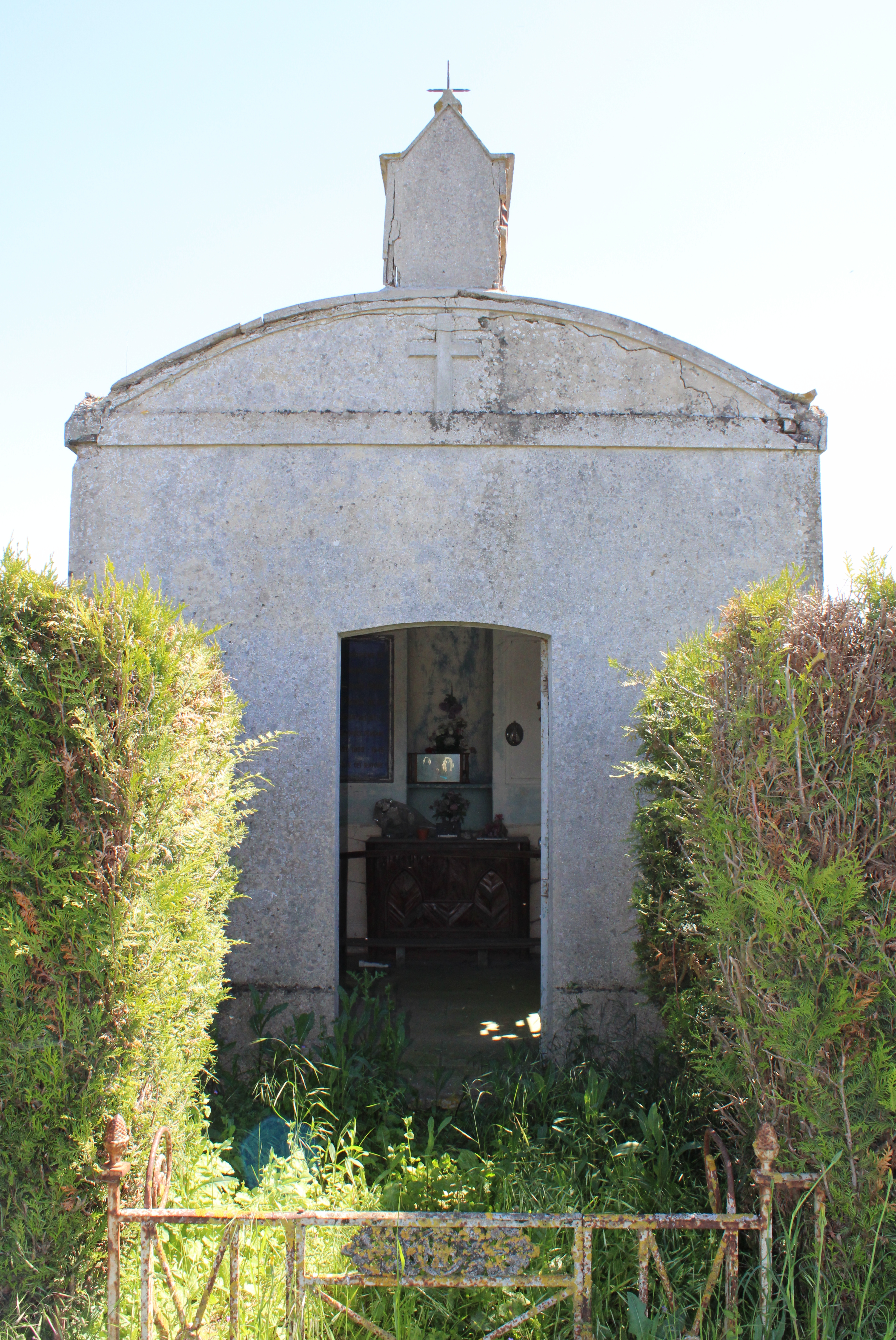
Vue de l'oratoire depuis la route.
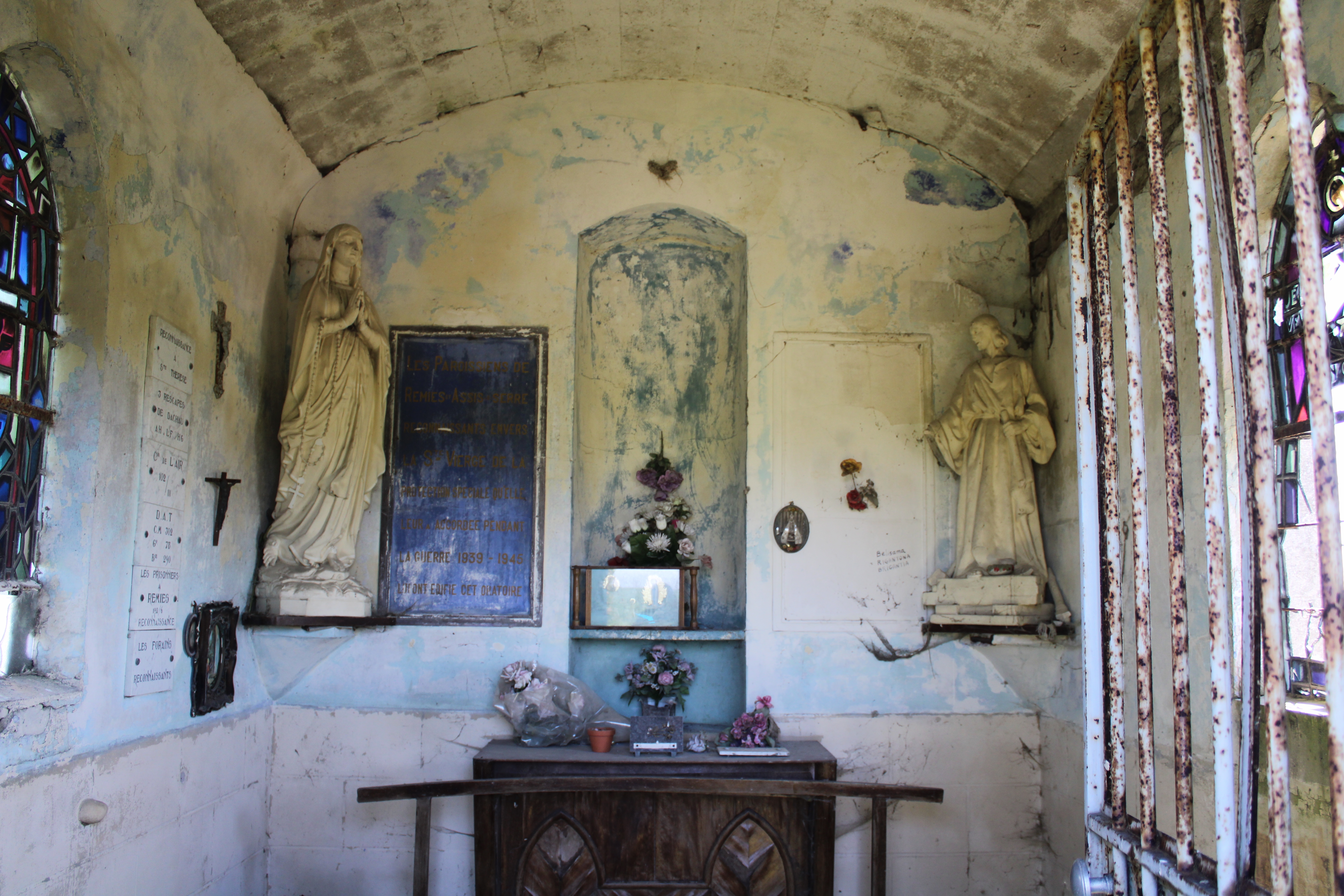
Intérieur de l'oratoire.
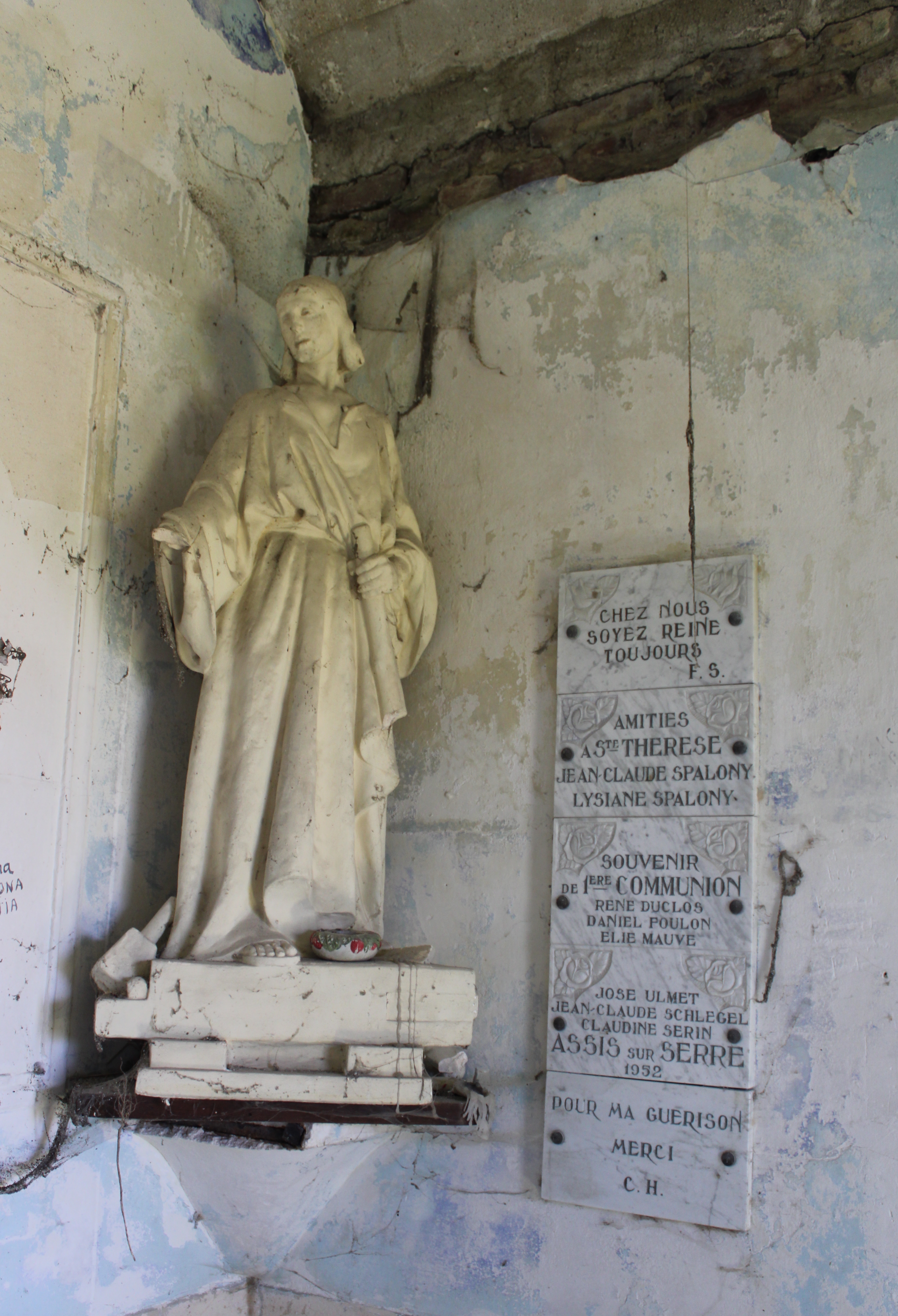
De nombreux ex-voto sont fixés sur les parois.
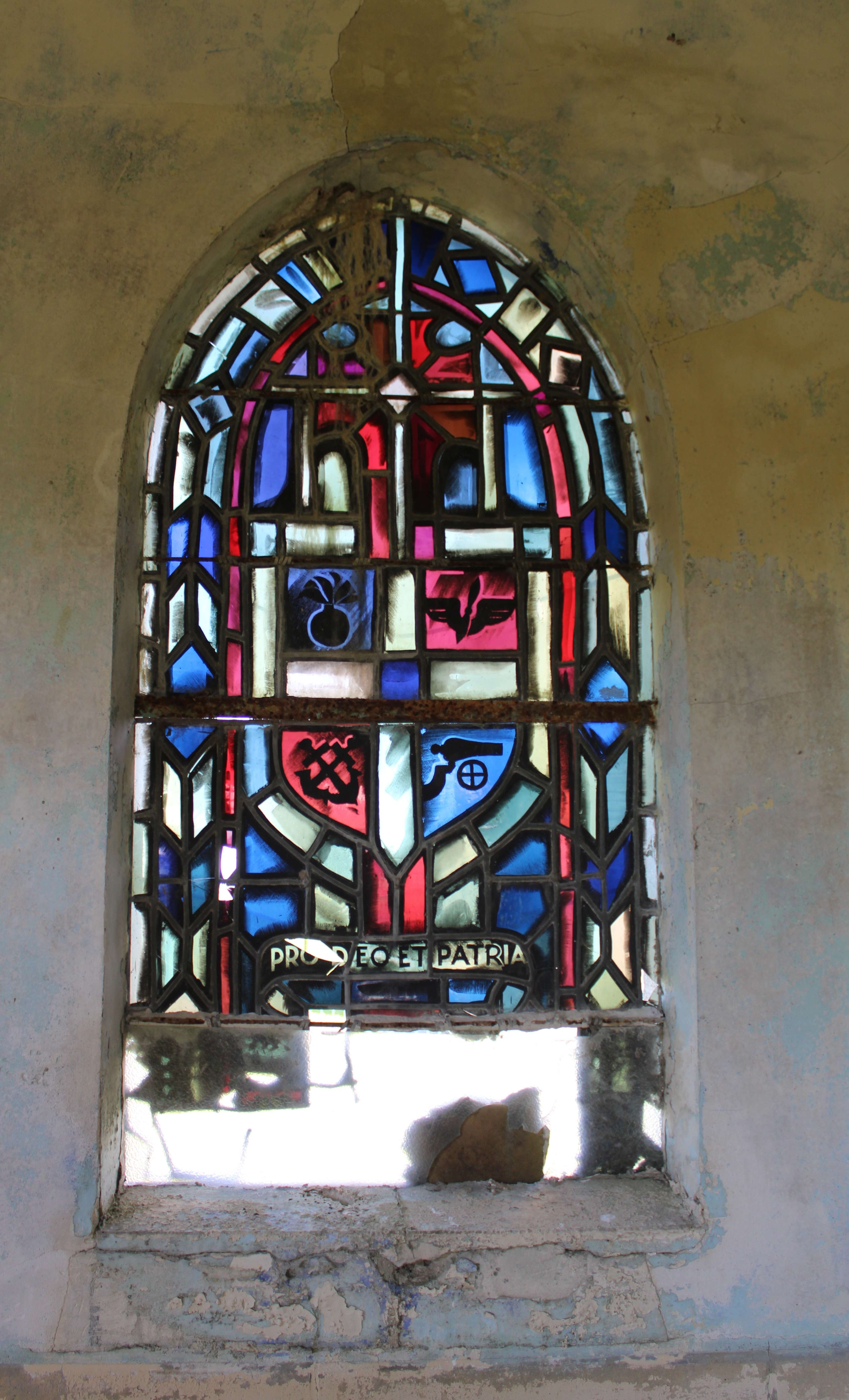
Un des deux vitraux.